# Günter Bartsch
Günter Bartsch (* 13. Februar 1927 in Neumarkt in Schlesien; † 25. Juli 2006) war ein deutscher Autor. In seiner Arbeit behandelte er vor allem politische Themen, darunter Marxismus, Anarchismus, Freiwirtschaftslehre und Rechtsradikalismus.

## Leben
Bartsch wurde in Neumarkt Niederschlesien geboren und wuchs dort in einem Armenviertel auf. Nach dem Besuch der Volksschule absolvierte er eine Lehre in der öffentlichen Verwaltung und schloss sie mit einem Wirtschafts- und Verwaltungsdiplom ab. 1944 und 1945 leistete er seinen Wehrdienst und nahm am Zweiten Weltkrieg teil. 18-jährig kehrte er nach kurzer holländischer Kriegsgefangenschaft im Juli 1945 nach Deutschland zurück. In den Nachkriegsjahren war er in kaufmännischen Berufen tätig und Leiter der Gewerkschaftsjugend im Kreis Peine.
1947 wurde Bartsch Mitglied der KPD. In Peine war er von 1947 bis 1950 Stadtsekretär der KPD. Von 1948 bis Ende 1949 war er Jugendsekretär der KPD in Niedersachsen, anschließend für kurze Zeit 2. Vorsitzende der FDJ in Niedersachsen sowie Jugendredakteur der Zeitung Wahrheit. Er wandte sich nach der Niederschlagung des Volksaufstandes vom 17. Juni in der DDR vom Kommunismus ab und arbeitete nach einer mehrjährigen Tätigkeit im Bankdienst und einem Geschichtsstudium in Freiburg im Breisgau ab 1962 als freier Journalist, Schriftsteller und Zeithistoriker. In seinen Büchern und Schriften beschäftigte er sich vor allem mit gesellschaftspolitischen Themen. Zwischen 1966 und 1975 schrieb er verschiedene Aufsätze über die sozialen Bewegungen des Sozialismus, Kommunismus und Anarchismus, die von der Bundeszentrale für politische Bildung veröffentlicht wurden.
1975 veröffentlichte er das Buch Revolution von Rechts über die Neue Rechte in der Zeit nach der 68er-Revolte, welches breite Aufmerksamkeit fand. Über einen geistigen Ausflug in die Anthroposophie kam er später zur Ökosophie, wurde Mitbegründer einer „Ökosophischen Weltbewegung“ und war zeitweilig Weggefährte Baldur Springmanns.
Seine letzten Lebensjahre verbrachte Günter Bartsch mit seiner Lebensgefährtin Helga Leihberg an der Ostsee. Dort schrieb und vollendete er eine bislang unveröffentlichte Autobiographie.

## Veröffentlichungen (Auswahl)
- Anarchismus in Deutschland I. 1945–1965. Fackelträger Verlag, Hannover 1972. ISBN 3-7716-1331-0.
- Anarchismus in Deutschland II/III. 1965–1973. Fackelträger Verlag, Hannover 1973, ISBN 3-7716-1351-5.
- Revolution von rechts? Ideologie und Organisation der Neuen Rechten. Herder Verlag, Freiburg/Br. 1975, ISBN 3-451-07518-0.
- Abschied vom Wachstumswahn: Ökologischer Humanismus als Alternative zur Plünderung des Planeten (gemeinsam mit Joseph Beuys, Ossip K. Flechtheim, Wilfried Heidt (Herausgeber) und Hubertus Mynarek). Achberg Verlag 1981, ISBN 3-88103-018-2.
- Zwischen drei Stühlen. Otto Strasser. Eine Biografie. Verlag Bublies, Koblenz 1990, ISBN 3-926584-06-8.
- Die NWO-Bewegung Silvio Gesells. Geschichtlicher Grundriß 1891–1992/93. Band I in der Reihe Studien zur natürlichen Wirtschaftsordnung. Gauke Verlag 1994, ISBN 3-87998-481-6 (online)
- Fremder Kern in eigener Psyche. In: Bye-bye '68 (Hrsg. Claus-M. Wolfschlag). Leopold Stocker Verlag, Graz 1998, ISBN 3-7020-0815-2, S. 149–160 (autobiographische Skizze).
- Freiheit und Gerechtigkeit. Enzyklopädie des Liberalsozialismus. Gauke GmbH – Verlag für Sozialökonomie, Kiel 2006, ISBN 3-87998-483-2.